# Phyllodontosuchus
Phyllodontosuchus (wat 'bladtandkrokodil' betekent in het Oudgrieks, verwijzend naar de vorm van de middelste en achterste tanden) is een geslacht van uitgestorven Sphenosuchia, een soort basale crocodylomorf, de clade die de krokodilachtigen en hun naaste verwanten omvat. Het is bekend van een schedel en kaken uit rotsen uit het Vroeg-Jura van Yunnan, China. Phyllodontosuchus is ongebruikelijk omdat sommige van zijn tanden bladvormig waren, zoals die van sommige herbivore dinosauriërs, en het lijkt niet een strikte carnivoor te zijn geweest zoals de meeste andere crocodylomorfen.

## Ontdekkingsgeschiedenis
Phyllodontosuchus is gebaseerd op holotype BVP568-L12, een verbrijzelde schedel en kaken die zijn teruggevonden in de donkerrode bedden uit het Sinemurien van de Lufeng-formatie bij Dawa in Yunnan. Op deze vindplaats werd ook een schedel van Morganucodon teruggevonden. BVP568-L12 is slechts 71,4 millimeter lang en onvolmaakt bewaard gebleven; eerst werd gedacht dat het een vroege ornithischische dinosauriër voorstelde. Beennaden zijn niet zichtbaar, dus ondanks het kleine formaat lijkt het exemplaar afkomstig te zijn van een volwassen individu. Het exemplaar werd geprepareerd door Peter Reser.
Phyllodontosuchus werd in 2000 benoemd door Jerald Harris, Spencer Lucas, John Estep en Li Jianjun. De typesoort is Phyllodontosuchus lufengensis, met de soortaanduiding verwijzend naar de Lufengformatie.

## Beschrijving
Phyllodontosuchus was vermoedelijk minder dan een meter lang.
Er waren zeventien of achttien tanden per zijde in iedere bovenkaak, die in vorm verschilden afhankelijk van waar ze zich in de kaak bevonden (heterodontie). De eerste vijf of zes waren puntig, conisch en naar achteren gebogen. De volgende twaalf waren blad- of schopvormig, met fijne kartelingen aan de achterrand. Deze lijken op de tanden van sommige basale Sauropodomorpha en vroege Ornithischia, maar verschillen in belangrijke kenmerken. De tanden misten bijvoorbeeld de zwellingen en richels die te zien waren in de tanden van vroege Ornithischia als Lesothosaurus, en de grove denticula (kleinere punten) op de bladvormige ornithischische en prosauropode tanden in het algemeen. Phyllodontosuchus miste ook een predentarium zoals gevonden bij alle bekende Ornithischia. In plaats daarvan lijkt het het meest op Sphenosuchia.
Heterodontie is bekend bij verschillende sphenosuchiërs, waaronder Dibothrosuchus, Hesperosuchus, Pedeticosaurus en Sphenosuchus. Deze vormen hadden vergelijkbare verdelingen van puntige en teruggebogen voortanden en minder puntige midden- en achtertanden, wat de voorouderlijke staat zou kunnen zijn voor de bladvormige tanden van Phyllodontosuchus. Kleine heterodonte crocodylomorfen zijn ook bekend van andere geslachten, waaronder Edentosuchus, Chimaerasuchus en Malawisuchus. Van deze kleine, variabel getande krokodilachtigen wordt gedacht dat ze een voedingspatroon hebben gehad dat verder ging dan de typische carnivorie/piscivorie van moderne krokodilachtigen, mogelijk met inbegrip van een zekere mate van herbivorie. Mocht Phyllodontosuchus planten hebben gegeten, heeft hij ze waarschijnlijk niet met de kaken vermalen.

## Fylogenie
Phyllodontosuchus werd in de Sphenosuchia geplaatst, zij het zonder exacte analyse.